# شرف (فیلم ۲۰۱۴)
شرف (به انگلیسی: Honor) یک فیلم دلهره‌آور معاصر بریتانیایی محصول ۲۰۱۴ به کارگردانی و نویسندگی شان خان است که بر روی «قتل‌های ناموسی» تمرکز دارد.
فیلم داستان زنی جوان به نام مونا را به تصویر می‌کشد که با خانواده پاکستانی الاصل خود در لندن زندگی می‌کند. مونا دوست پسری دارد که خانواده‌اش او را تأیید نمی‌کنند و معتقدند که این رابطه آسیبی به ناموس خانواده است. پس از شکست برنامه‌های فرار، مونا مجبور می‌شود از خانواده‌اش فرار کند، خانواده‌ای که تلاش می‌کنند او را بیابند و مجازات کنند، که احتمالاً منجر به کشته شدن او می‌شود.

## بازخوردها
استقبال منتقدان از این فیلم متفاوت بود و در راتن تومیتوز امتیاز ۴۳ درصد را دریافت کرد.